# Вёшки (посёлок, городской округ Мытищи)
Вешки, Вешки  — посёлок в городском округе Мытищи Московской области России. 1994—2006 гг. — посёлок Сгонниковского сельского округа Мытищинского района

## География
Расположен на севере Московской области, в юго-западной части Мытищинского района, на Алтуфьевском шоссе, примерно в 8 км к западу от центра города Мытищи и 2 км от Московской кольцевой автодороги. В посёлке 98 улиц, 11 тупиков, 3 переулка, 2 бульвара и 2 проезда. Связан автобусным сообщением с городом Москвой. Ближайшие сельские населённые пункты — деревни Вешки, Ховрино и посёлок Нагорное.

## Топоним
Название посёлка происходит от народного географического термина вешка, означающего, по мнению географа и топонимиста Эдуарда Мурзаева, «горка, холмик, покрытый зеленью, деревьями». Ранее оно могло произноситься как Вёшки и тогда вероятна связь с белорусским словом вёшка (вёска), которое значит «деревня».

## Инфраструктура
В посёлке находится церковь Уара Мученика, основанная в 2002 году и построенная в 2003—2006 гг., — большой кирпичный однокупольный храм с высокой колокольней. Архитектор — В. Н. Ижиков.
Западнее посёлка находится бывшая правительственная дача Липки-Алексеевское.

## Население
| 2002 | 2010 |
| ---- | ---- |
| 378  | ↗966 |